# Хёфс, Хайнц
Хайнц Хёфс (нем. Heinz Hoefs; 26 февраля 1909, Берлин — 1981) — немецкий флейтист и дирижёр.
Известен, прежде всего, по своей работе в послевоенные годы в Симфоническом оркестре Берлинского радио (Западный Берлин) — с 1949 г. в качестве солиста, а затем, после того, как прекратилось финансирование коллектива администрацией американского сектора оккупации, ещё и в качестве коммерческого директора (1953—1956 и затем 1959—1974). Кроме того, Хёфс выступал с оркестром и как дирижёр — вписав своё имя в историю тем, что 2 января 1968 года в исполнении оркестра под его управлением по германскому радио впервые в послевоенный период прозвучал Гимн Германии, включённый с нового года в программную сетку вещания.
Записал Концерты Вольфганга Амадея Моцарта для флейты и арфы с оркестром (1944, с Максом Заалем и оркестром Карла Ристенпарта) и для флейты с оркестром (1966, с Симфоническим оркестром Берлинского радио под управлением Любомира Романского), Бёкельбергскую сюиту для флейты и фортепиано Греты фон Цириц (вместе с автором). С 1959 г. преподавал в Берлинской высшей школе музыки.